# 1998 (chanson)
Pour les articles homonymes, voir 1998.
Singles de Chet Faker
Talk Is Cheap
(2014) Gold
(2014)
1998 est le deuxième single du chanteur australien Chet Faker issu de son premier album, Built on Glass. Le single sort le 5 mai 2014 sur le label Future Classic.

## Liste des pistes
| 1. | 1998 | 3:43 |

Un single de remixes est sorti le 30 juin 2014
| 1. | 1998 (version album)        | 6:05 |
| 2. | 1998 (Reshaped by Homework) | 5:13 |
| 3. | 1998 (Roland Tings Remix)   | 6:47 |
| 4. | 1998 (NTEIBINT Remix)       | 4:44 |

## Classements
| Classement (2014)                    | Meilleure position |
| ------------------------------------ | ------------------ |
| Australie (ARIA)                     | 55                 |
| Australie (Independent Singles, AIR) | 6                  |
| France (SNEP)                        | 95                 |

## Historique des sorties
| Pays      | Date       | Format                 | Label          |
| --------- | ---------- | ---------------------- | -------------- |
| Australie | 5 mai 2014 | Téléchargement digital | Future Classic |